# György Cserhalmi

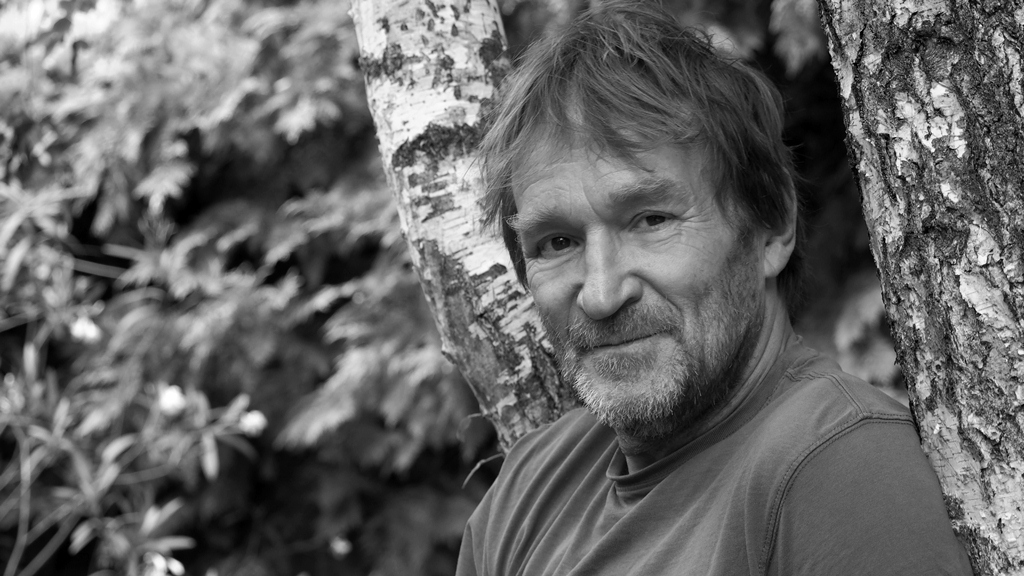
György Cserhalmi

György Cserhalmi [ˈɟørɟ ˈʧɛrhɒlmi] (* 17. Februar 1948 in Budapest) ist ein ungarischer Film- und Theaterschauspieler.

## Leben
Cserhalmi absolvierte 1971 die ungarische Schauspiel- und Filmhochschule in Budapest und arbeitete danach an den Theatern in Debrecen und Veszprém. Zugleich begann der athletische Helden- und Machodarsteller eine intensive Filmkarriere unter den führenden ungarischen Filmregisseuren der 1970er und 1980er Jahre, etwa Miklós Jancsó oder István Szabó.
Cserhalmi hat bislang in über 200 Filmen mitgewirkt, in der Regel in Hauptrollen (er war unter anderem der Hans Miklas in Szabós Mephisto und der Boss im U-Bahnthriller Kontroll). Cserhalmi ist auch in zahlreichen Klassikerrollen auf Theaterbühnen aufgetreten. Er erhielt 1982 den Béla Balázs-Preis und 1990 den Kossuth-Preis.

## Filmografie (Auswahl)
- 1974: Meine Liebe – Elektra (Szerelmem, Elektra)
- 1979: Ungarische Rhapsodie (Magyar rapszódia)
- 1979: Allegro Barbaro (Allegro Barbaro)
- 1981: Das Herz des Tyrannen (A zsarnok szíve, avagy Boccaccio Magyarországon)
- 1981: Mephisto
- 1982: Aasgeier (Dögkeselyű)
- 1986: Jahreszeit der Monster (Szörnyek évadja)
- 1989: Jézus Krisztus horoszkópja
- 1992: Donauwalzer (Kék Duna keringő)